# Heliophanus redimitus
Heliophanus redimitus este o specie de păianjeni din genul Heliophanus, familia Salticidae, descrisă de Simon, 1910. Conform Catalogue of Life specia Heliophanus redimitus nu are subspecii cunoscute.